# Tritonbrunnen (Nürnberg)

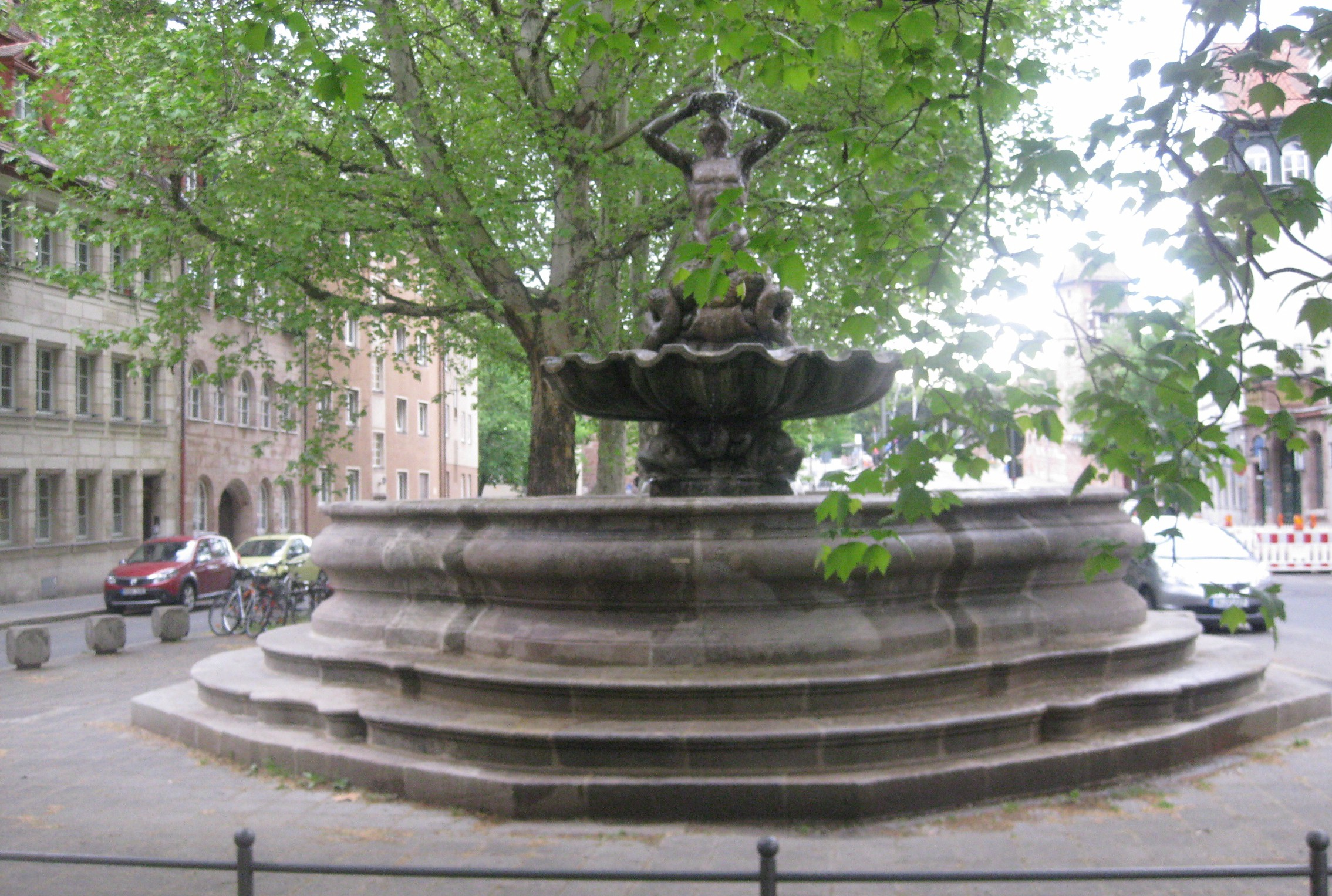
Tritonbrunnen in Nürnberg, Ansicht von Osten (2011)

Der Tritonbrunnen (gelegentlich auch Tritonenbrunnen, umgangssprachlich Wasserspeier) ist der einzige (nach dem 1934 unter NS-Ägide erfolgten Abbau des Neptunbrunnens) in der Nürnberger Altstadt erhaltene Barockbrunnen. Er befindet sich in der Mitte des länglichen Maxplatzes (eines in Umrissen noch erkennbaren Barockplatzes, dessen zentrale Grünanlage durch die verkehrsorientierte Umgestaltung 1967 teilzerstört ist).

## Geschichte

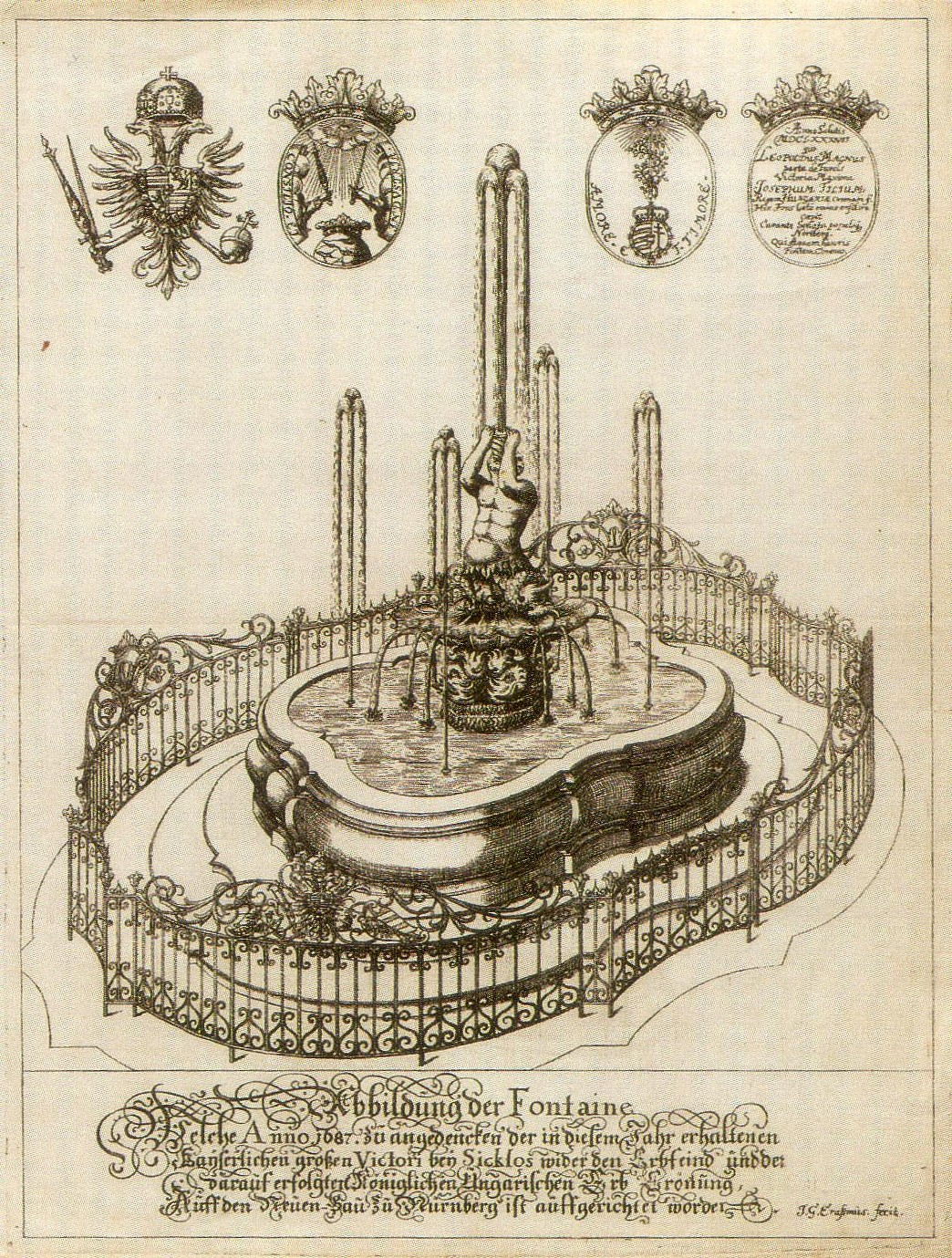
Tritonbrunnen mit ursprünglich vier weiteren Fontänen im Becken und Schutzgitter / zeitgen. Darstellung (1689) von Johann Georg Erasmus

Der 1689 von Johann Leonhard Bromig II. erschaffene Tritonbrunnen gilt ursprünglich Kaiser Leopold I. und dem Sieg über die türkischen Truppen bei Mohacz (heute Siklós) gewidmet. (Ob der Bezug zu Mohacz zutreffend ist, scheint zweifelhaft, da zwischen der Schlacht und der Brunnenaufstellung nur wenige Monate liegen, die für die Erstellung nicht ausreichend sein konnten; demnach ist anzunehmen, dass diese Widmung nicht ausschlaggebend war, sondern allenfalls anlässlich der Aufstellung opportun. Die lateinische Inschrift einer zur Brunneneinweihung geprägten Medaille weist auf die Krönung von Joseph, Leopold I. Sohn, zum ungarischen König hin. Das wiederum wäre aber für den Rat der Stadt Nürnberg nicht unbedingt ein hinreichender Grund gewesen. Insoweit liegt der Anlass der Brunnenstiftung im Dunklen.) Die Frage "ob man einen Gemeinbrunnen uf dem Neuenbaw (Maxplatz) anrivhte" soll, ist bereits am 22. Juli 1684 (also drei Jahre vor den nicht voraussehbar gewesenen Kriegshandlungen bei Mohacz) belegt. Der Brunnen war zumindest jedenfalls "zur Zierde der Stadt" gedacht. Für den länglichen Barockplatz, einen "schönen, großen, breit und langen Platz" war ein derartiger Brunnen als Mittelpunkt erforderlich. Unklar ist bis heute auch, ob der Brunnen auf die alleinige Urheberschaft Bromigs zurückgeht, oder ob zumindest die Muschel von einem "Bildthauer von Künzelsaw". (gemeint vermutlich Johann Jacob Sommer aus Künzelsau/Württ.) stammt. Die Urheberschaft Bromigs an der Statue des Triton wird jedoch nicht angezweifelt.
Ursprünglich hatte der Tritonbrunnen noch zwei kleinere Nebenbrunnen, die jeweils am westlichen und östlichen Platzende (letzter etwa am späteren Standort des Dürer-Pirckheimer-Brunnens) Aufstellung fanden. Es handelte sich (soweit auf einem Stahlstich von Delsenbach, datiert 1720, erkennbar) um auf einfachen Rundpostamenten ruhende runde Becken in Muschelschalengestalt mit aufgesetzten Metallgittern; jeweils mit einer Fontäne und offenbar ohne Figurenschmuck. Der Verbleib dieser Nebenbrunnen ist unklar.
1766 wurde der Brunnen erstmals umfassend erneuert. Inwieweit es hier zu Veränderungen oder Umgestaltungen kam, ist fraglich. Möglicherweise wurde die Muschelschale ausgetauscht. Das ursprüngliche, den Brunnen umgebende, barocke Eisengitter wurde bereits 1809 auf Veranlassung des Bayerischen Stadtkommisariats entfernt und eingeschmolzen. 1821 wurde auf dem Platz ein zweiter Brunnen, der klassizistische Dürer-Pirckheimer-Brunnen zusätzlich aufgestellt.
Nach schwerer Kriegsbeschädigung vom Januar 1945 wurde der Brunnen 1953 unter Erneuerung der in Trümmer zerborstenen Tritonsfigur (Rekonstruktion durch den Bildhauer Albert Feist) wiederhergestellt.

## Beschreibung

### Thema

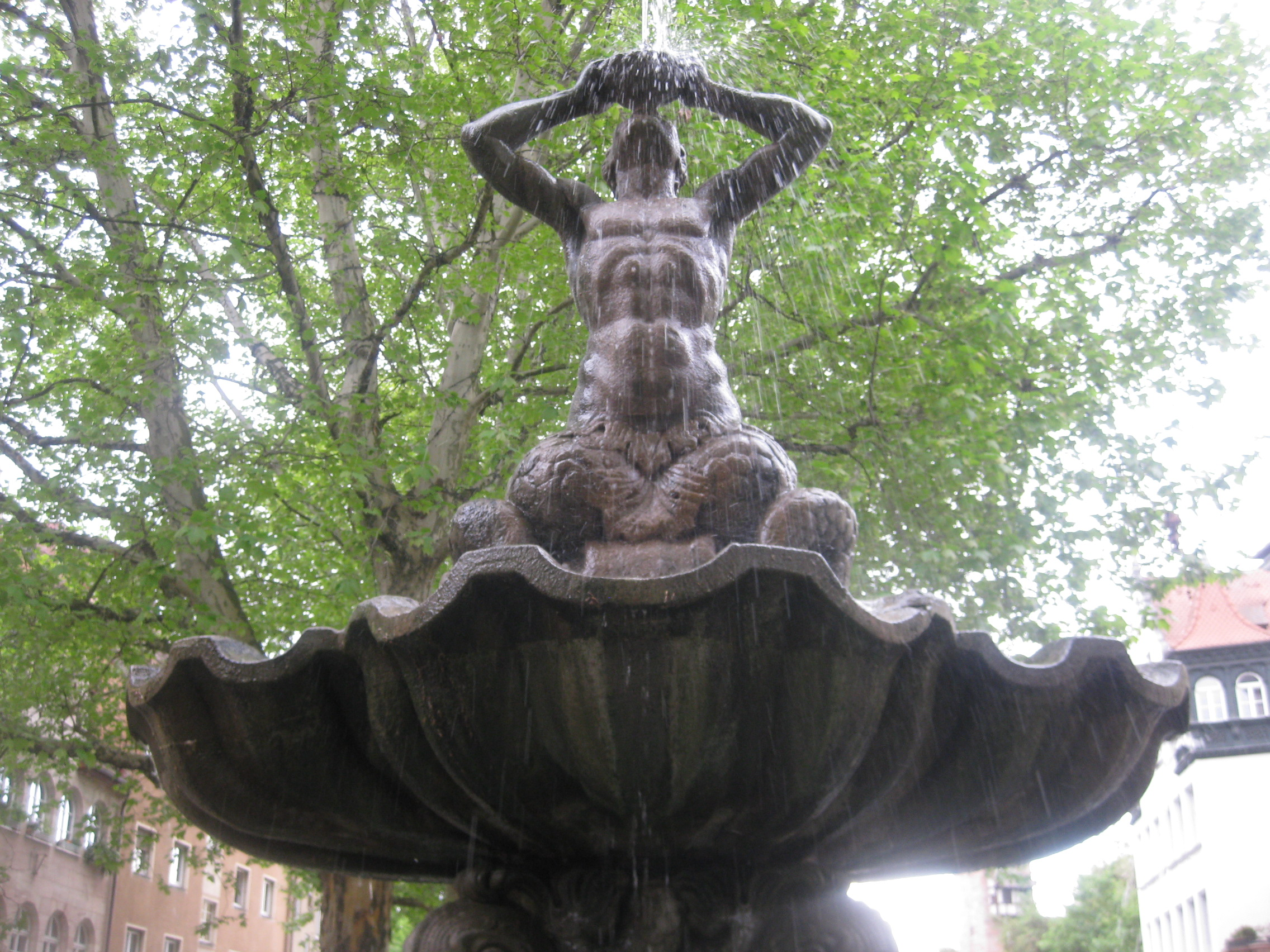
Statue des Triton in Muschelschale (2011)

Der Brunnen ist Triton, Sohn Poseidons und der Amphitria, gewidmet. Griechische Mythologie und Allegorien des Wassers sind ein zeittypisches Thema für den frühen profanen Barock (Carpe Diem). Frei von christlicher Symbolik ist die Brunnenskulptur damit auch Ausdruck und Zeugnis der 140 Jahre nach Durchsetzung der Reformation und unter dem in Nürnberg starken Einfluss des Humanismus (Philipp Melanchthon) fortgeschrittenen Verweltlichung in Nürnberg.

### Brunnenarchitektur und Figurenprogramm
Auf einem dreistufigen Treppensockel erhebt sich ein ausladendes, stark profiliertes Sandsteinbecken mit vierpassartigem Grundriss. In Beckenmitte trägt ein Mittelsockel mit vier Delfinköpfen ein weiteres muschelförmiges Rundbecken. In dessen Mitte erhebt sich über miteinander verschlungenen Fischschwänzen, die kniende Tritonenstatue, als lebensnah durchgearbeiteter muskulöser Männerkörper. Sie hält mit angewinkelten Armen eine Schale über Kopf, aus der eine Fontäne aufsteigt. Das Wasser rinnt über die Tritonsfigur in die überlaufende Muschelschale und läuft über deren Rand in das Brunnenbecken. Das Brunnenbecken wird zusätzlich durch die vier wasserspeienden Delfinköpfe gespeist.

### Vorbild

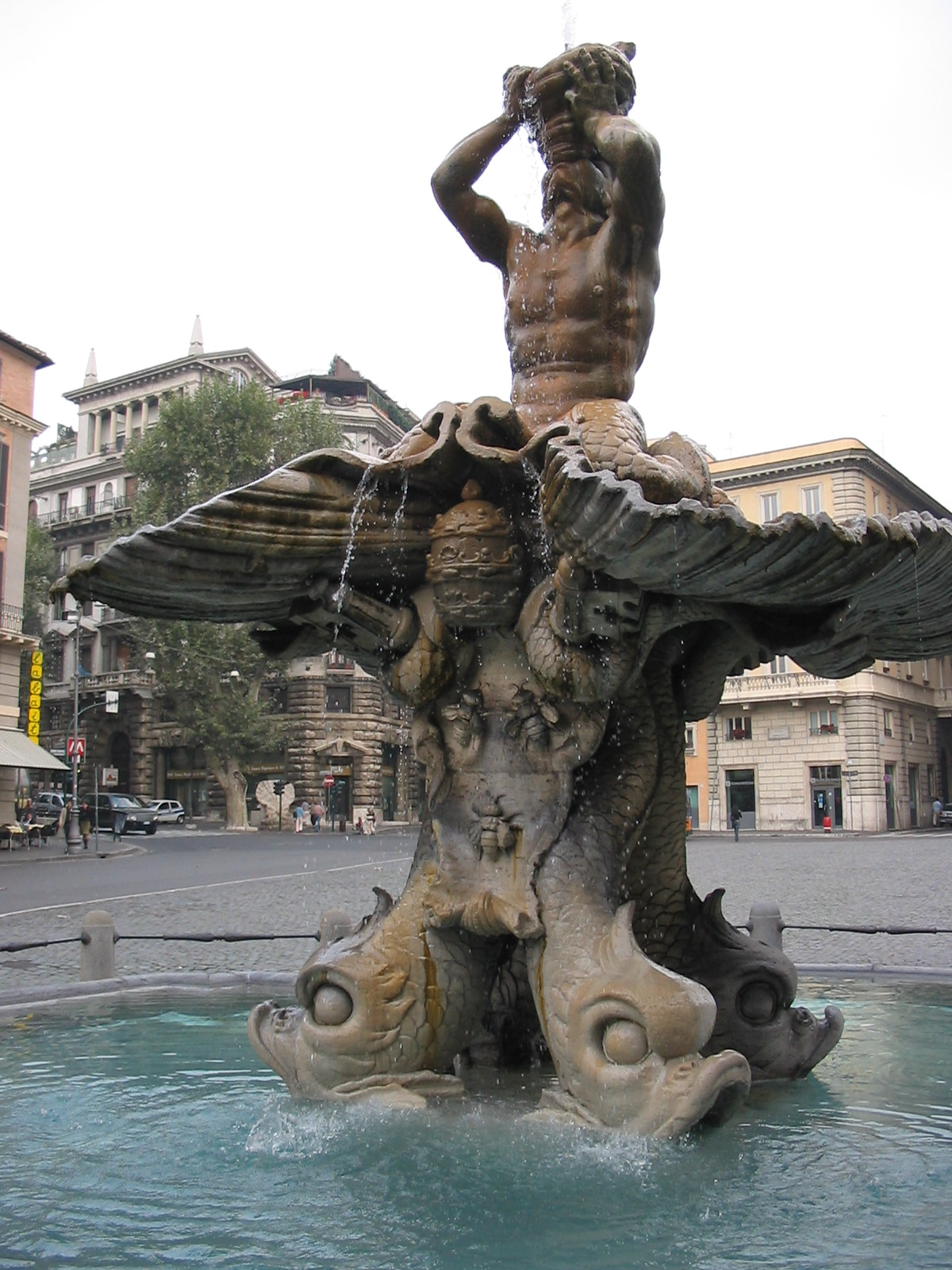
Fontana del Tritone in Rom

Formale Übereinstimmungen mit der 1642 bis 1643 von Gian Lorenzo Bernini geschaffenen Fontana del Tritone auf der Piazza Barberini in Rom sind evident. Der aus Travertin gefertigte römische Brunnen hat einen prinzipiell gleichartigen Aufbau. Aus einem bodennahen, formal einfacheren Becken ohne Stufensockel ragen vier Delfine (mit aufgestellten Schwanzflossen und deutlich höher) als Postament auf, die zwei weit geöffnete Muschelhälften (statt einer Muschelschale) tragen. In der geöffneten Muschel sitzt ein übergroßer muskulöser Triton, der aus einem Tritonshorn eine Fontäne speit. Die Tritonfigur selbst ist allerdings außerordentlich ähnlich. Dass Bromig seinerzeit in Rom gewesen wäre, ist aber nicht belegt. Jedoch wurde 1685 in Nürnberg von Siegfried Froberg eine Kupferstichsammlung (Der Römischen Fontanen Wahre Abbildung) verlegt, die auch die Fontana del Tritone enthielt. Wenngleich die Inspiration durch das römische Vorbild unverkennbar ist, stellt der Nürnberger Tritonbrunnen doch eine Eigenschöpfung dar, denn es "werden jedoch auch wesentliche Abweichungen des Nürnberger Brunnens deutlich: Ein solider Pfeiler mit Delphinköpfen statt der (…) emporgereckten (…) Fischleiber; eine wuchtig-stabile Muschelschale statt der vielfältig gebogenen und gefältelten Form des Vorbilds; schließlich ein viel stärkeres Mitsprechen der profilierten Brunnenumrandung, die durch zwei Stufen zusätzlich erhöht und aufgewertet wird. Der Brunnen ist also keineswegs eine reine Nachbildung der Bernini-Fontäne, sondern er weist sehr wohl eigenständige und offenbar bewußt veränderte Züge auf." (E. Mulzer).

## Brunnentechnik und Wasserversorgung
Zum Betrieb des Brunnens der ursprünglich (anders als heute, da die Fontäne seit der verkehrsorientierten Umgestaltung des Maxplatzes 1967 auf 30–40 cm Höhe reduziert ist) gut vier Meter hohen Fontäne war eine relativ aufwändige Technik installiert. Mittels eines von der Strömung der Pegnitz getriebenen Wasserrades an der Nägeleinsmühle wurde über eine vierfach gekröpfte Welle eine vierzylindrige Pumpenanlage betrieben, die im Fluss geschöpftes Wasser in den 20 Meter hoch gelegenen Hochbehälter eines Fachwerkturmes hob. Von dort führte – mit entsprechendem Druck – eine Wasserleitung zum Tritonbrunnen. Diese für das 17. Jahrhundert technisch sehr bemerkenswerte Anlage war – offenbar störungsfrei – von der Aufstellung des Brunnens bis zur ersten grundlegenden Erneuerung 1773 in Betrieb. 1851 wurde der Wasserturm durch einen neugotischen steinernen Neubau ersetzt, der 1937 abgebrochen wurde. Erst 1899 – nach über zweihundert Jahren – wurde der Brunnen offenbar auf herkömmliche Pumpen und einen geschlossenen Wasserkreislauf umgestellt.